# Porlock
Porlock est un village côtier du Somerset, en Angleterre, situé dans une profonde dépression près du parc national d'Exmoor, à 8 km à l'ouest de Minehead. Lors du recensement de 2011, la population du village est de 1 440 habitants.

## A person from Porlock
L'expression A person from Porlock (« une personne venant de Porlock ») a été utilisée par le poète Samuel Coleridge pour décrire un visiteur imprévu qui aurait interrompu le rêve né de l'opium à l'origine de son célèbre poème inachevé Kubla Khan.
Depuis lors, l'expression littéraire A person from Porlock désigne en anglais un visiteur inattendu ou indésirable.